# Iditolo
L'iditolo è un alditolo che si accumula in carenza di galattochinasi.